# Аня Персон
Аня Софія Тесс Персон (швед. Anja Sofia Tess Pärson, МФА: [ˌanjaˈpæːʂɔn], 25 квітня 1981, Умео, Швеція) — шведська гірськолижниця, олімпійська чемпіонка, семиразова чемпіонка світу. Двічі ставала переможницею кубку світу — в 2004 та 2005 роках.
Золоту олімпійську нарогороду Персон виборола в Турині у спеціальному слаломі.
На Олімпіаді у Ванкувері в змаганнях із швидкісного спуску Аня невдало злетіла вгору на останньому трампліні, втратила рівновагу й упала на землю, пролетівши в повітрі 65 метрів. При цьому вона йшла на третій результат. Її виступи в інших дисциплінах після такого важкого падіння були під сумнівом. Все ж, вона продовжила змагання, і зуміла здобути бронзову медаль в суперкомбінації.

## Особисте життя
Відкрита лесбійка. 2 серпня 2014 року 33-річна Персон зареєструвала офіційний шлюб з 41-річною шведкою Філіппою Родін в містечку Умєельвен.
Аня народила двох синів — Елвіс Дієго (нар. 4 липня 2012) і Максиміліан (нар. 21 травня 2015).

## Виступи на міжнародних змаганнях

### Олімпійські ігри
| Змагання            | Слалом | Г. слалом | Ш. спуск | Суперг. | Комбі. |
| ------------------- | ------ | --------- | -------- | ------- | ------ |
| Солт-Лейк-Сіті 2002 | 3      | 2         | —        | —       | —      |
| Турин 2006          | 1      | 6         | 3        | 12      | 3      |
| Ванкувер 2010       | DNF    | 22        | DNF      | 11      | 3      |

### Кубки світу

#### Завойовані Кубки світу
- Загальний залік — 2 рази: 2004, 2005
- Гігантський слалом — 3 рази: 2003, 2004, 2006
- Слалом — 1 раз: 2004
- Комбінації — 1 раз: 2009

#### Перемоги на етапах Кубку світу (42)
- Слалом — 18,
- Гігантський слалом — 11,
- Швидкісний спуск — 6,
- Супергігант — 4,
- Комбінація/суперкомбінація — 3.